# Men (dieu)
Pour les articles homonymes, voir Men.

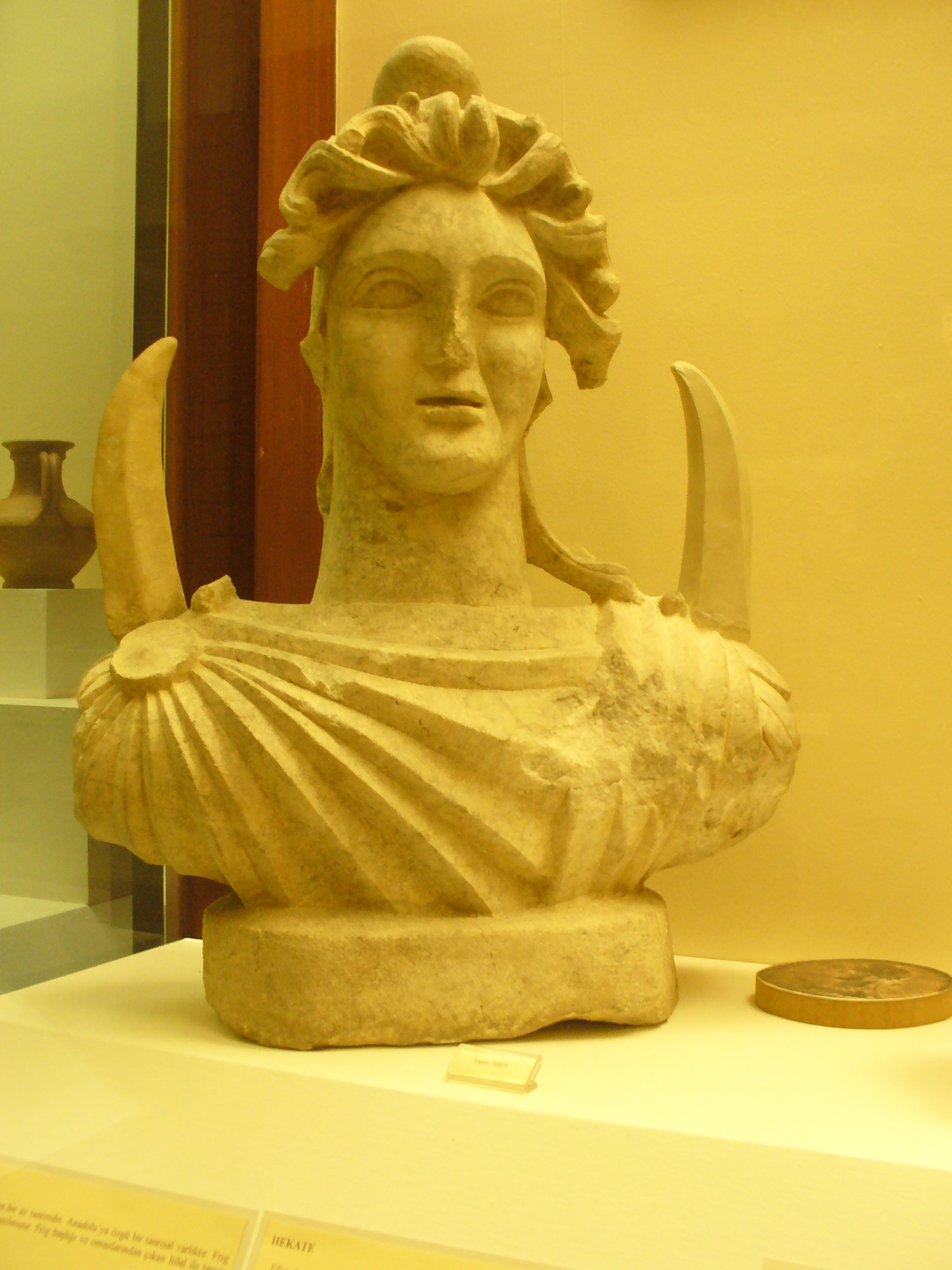
Buste de Men. (Musée des Civilisations anatoliennes d'Ankara).

Men (en grec : Μήν), appelé aussi Mensis (en latin : Mensis) est un dieu célébré notamment à Antioche de Pisidie (actuelle Yalvaç) en tant que protecteur des faibles et des opprimés.
Le géographe grec Strabon souligne que cette divinité est associée à la déesse de la lune (Séléné) et en fait un dieu d'origine phrygienne. Plus loin il raconte qu'à Antioche de Pisidie, le dieu s'appelait Mên-Arcaeus (en grec: Μήν Ἀρκαίος) et qu'il y avait nombreux hiérodules (serviteurs) dans les environs. Le rôle de grand prêtre de Mên a été aboli à la mort d'Amyntas de Galatie lorsque la Pamphylie redevient province romaine. Plus loin encore il signale que le culte de Mên était aussi en usage près de Laodicée, à côté de Denizli, dans une ville appelée Carura (en grec : Καρούρα) fort sujette aux tremblement de terre. 

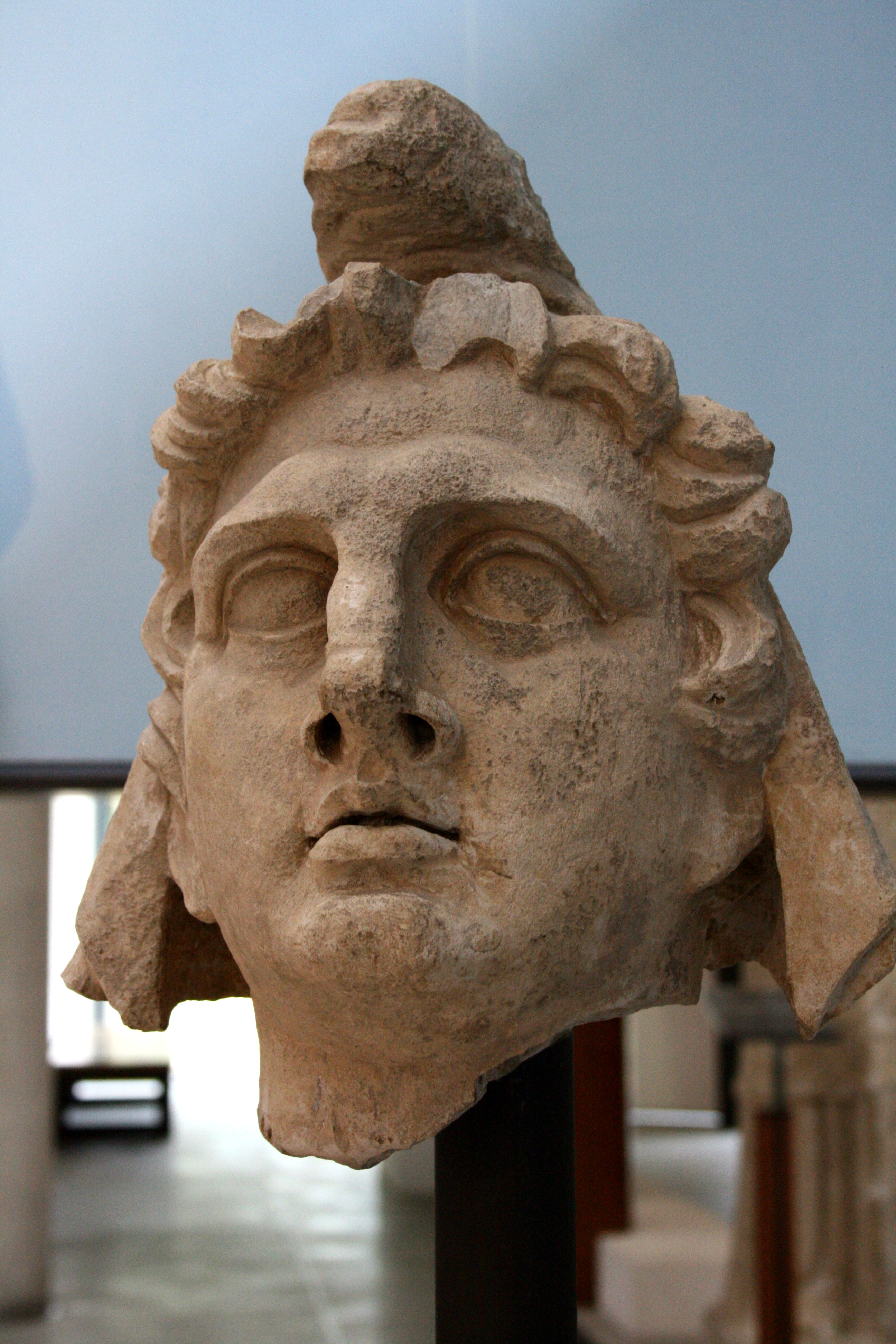
Tête de Mithra provenant du cirque d'Arles.

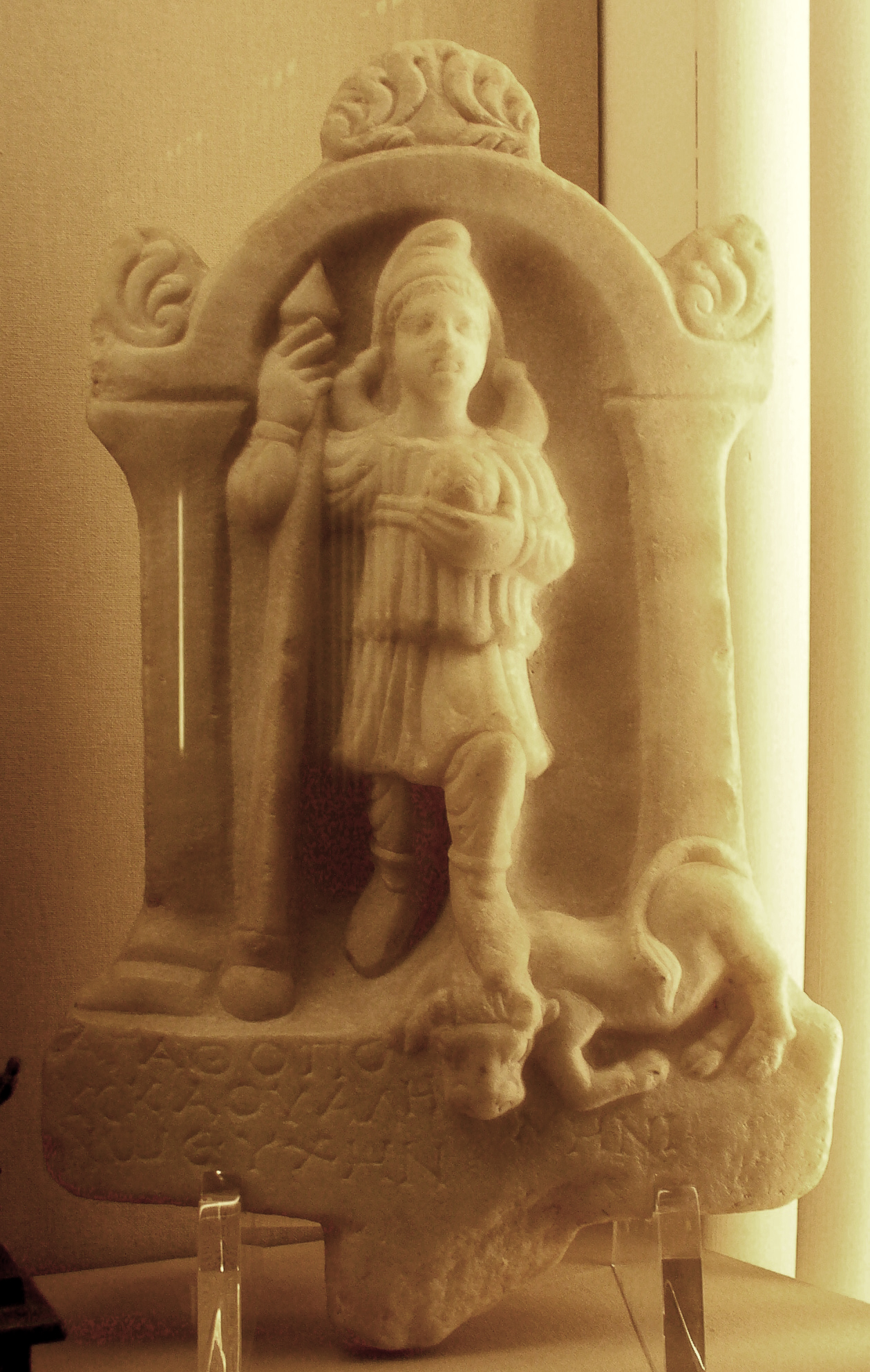
Bas-relief de Men. (British Museum)

Les représentations du dieu utilisent des symboles lunaires. On peut remarquer le croissant qui dépasse de ses épaules formant comme deux cornes. Il est décrit comme le dieu des mois, à rapprocher de lunaison et de menstruation, d'où son nom latin de Mensis (mois en latin). Il porte un bonnet phrygien. Ces représentations de Mên peuvent être rapprochées de celles du dieu Mithra qui porte aussi un bonnet phrygien et qui est aussi associé à des symboles lunaires ou solaires, comme le bœuf. 
Certains auteurs ont voulu assimiler Mên et le dieu Nanna ou Sîn adoré à Harran que l'empereur Caracalla était venu visiter juste avant d'être tué (217).
Plus tard, Mên a été confondu à la fois avec le dieu phrygien Attis et avec le dieu Sabazios qui partagent une origine commune dans la divinité zoroastrienne de la lune Mah,.